# Angiolina Bosio
Angiolina Bosio (Torino, 22 agosto 1830 – San Pietroburgo, 12 aprile 1859) è stata un soprano italiano che ebbe una grande carriera internazionale dal 1846 fino alla sua morte prematura nel 1859 all'età di 29 anni.

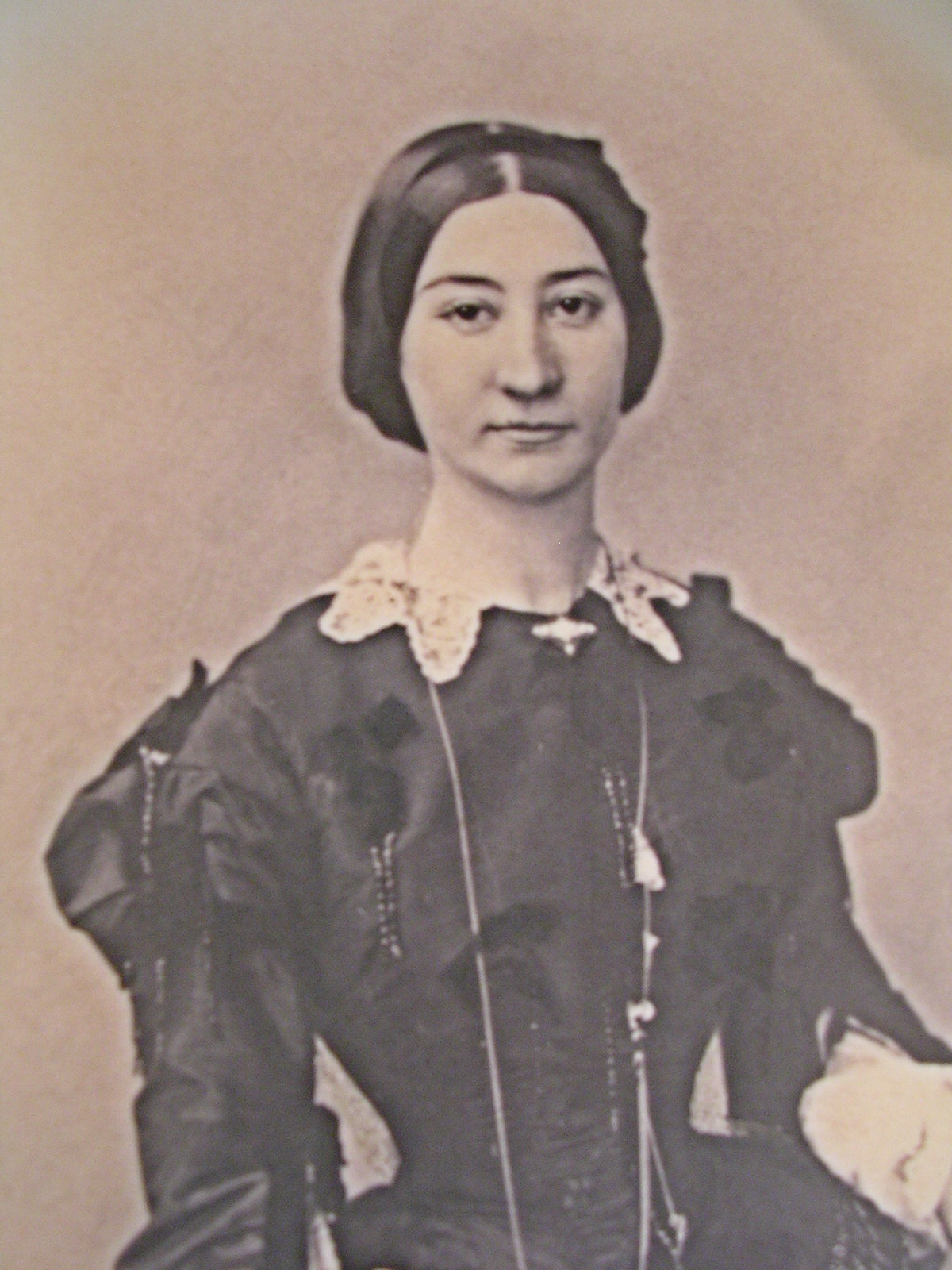
Angiolina Bosio

Cantò nei più importanti teatri d'opera di Boston, L'Avana, Londra, Madrid, Mosca, New York, Parigi, Filadelfia, San Pietroburgo e Verona e fu particolarmente ammirata per le sue esibizioni in opere di Giuseppe Verdi.
La sua voce, sebbene di volume limitato, era eccezionalmente estesa e flessibile, capace di un fraseggio ampio e toccante. Angiolina Bosio è stata paragonata, dalla critica contemporanea, ad altre famose soprano, come Maria Malibran e Henriette Sontag.

## Biografia
Nata da genitori entrambi attori, iniziò a cantare in produzioni teatrali con loro all'età di 10 anni. Dal 1840 al 1847 studiò canto a Milano con Venceslao Cattaneo. Debuttò in quella città nel 1846 al Teatro Real del Circo nel ruolo di Lucrezia Contarini nell'opera I due Foscari di Giuseppe Verdi. Tornò in quel teatro nel 1848 per interpretare il ruolo di Amazily nella prima mondiale di Fernand Cortez di Ignacio Ovejero. Nel 1847 cantò con successo al Teatro Carcano di Milano, al Teatro Filarmonico di Verona, al Teatro reale danese di Copenaghen e al Teatro Real di Madrid.
Nel 1848 fece il suo debutto all'Opera di Parigi, nel ruolo di Lucrezia Contarini, con un successo soltanto modesto. A seguito di questa esibizione, intraprese un viaggio in Nord America che durò dal 1848 al 1851. Cantò nei teatri di New York, Boston, Filadelfia, Baltimora e L'Avana ottenendo consensi dal pubblico e dalla critica in tutte le città in cui si esibì. In particolare interpretò il ruolo di Lady Macbeth nella prima negli Stati Uniti del Macbeth di Verdi al Niblo's Garden di New York nel 1850.
Nel 1851 tornò in Europa e quell'anno si sposò con il greco Xindavelonis. Nel 1852 debuttò al Covent Garden di Londra nel ruolo di Adina ne L'elisir d'amore di Gaetano Donizetti. Ebbe due importanti trionfi in quel teatro quando interpretò i ruoli di Elvira ne I puritani di Vincenzo Bellini e quello della protagonista in Lucia di Lammermoor di Gaetano Donizetti, sostituendo Giulia Grisi in quest'ultima produzione. Nel 1852-1853 cantò, con maggior successo, all'Opéra di Parigi in varie parti, incluso il ruolo della protagonista nella prima francese di Luisa Miller. Nell'estate del 1853 tornò al Covent Garden, dove fu molto ammirata come protagonista in Jessonda di Louis Spohr e Matilde di Shabran di Gioachino Rossini. Il 14 maggio 1853 interpretò, con grande successo, Gilda nella prima inglese del Rigoletto di Verdi.
Nel 1853 accettò un invito ad entrare nella compagnia di cantanti del Teatro Bolshoi Kamenny di San Pietroburgo, in Russia, dove le fu dato il titolo di "Première Cantatrice" e fu la cantante più pagata del teatro. Cantò spesso al fianco del tenore Enrico Tamberlik in quel teatro dell'opera e si esibì numerose volte in opere e concerti a cui assistette Alessandro II di Russia. Nel 1855 lasciò la Russia per entrare nel Théâtre de la comédie italienne di Parigi dove cantò nelle opere di Verdi e Donizetti, e nel ruolo di Matilde di Shabran e Zarele in Gli arabi nelle Gallie di Giovanni Pacini. Nel 1856 tornò al Covent Garden per interpretare Violetta ne La traviata di Verdi in una recita che fu interrotta numerose volte da fragorosi applausi di un pubblico entusiasta. Cantò anche il ruolo di Catherine nella prima inglese de L'étoile du nord di Giacomo Meyerbeer.
Nel 1858 si esibì di nuovo in Russia, prima al Teatro Bolshoi di Mosca e poi al Teatro Bolshoi Kamenny. Tornò a Mosca per un'altra esibizione e mentre viaggiava in treno per tornare a San Pietroburgo prese un brutto raffreddore. La malattia la colpì gravemente e la sua salute deperì rapidamente. Morì nel 1859 all'età di 29 anni a San Pietroburgo. Il suo funerale attirò una grande folla e, in seguito, è stato eretto un monumento in sua memoria vicino alla cattedrale, nel monastero di Alexander Nevsky dove è sepolta. È menzionata nel romanzo di Nikolay Chernyshevsky Che fare? e in poesie di Nikolay Nekrasov e Osip Mandelstam.